# El Cotillo

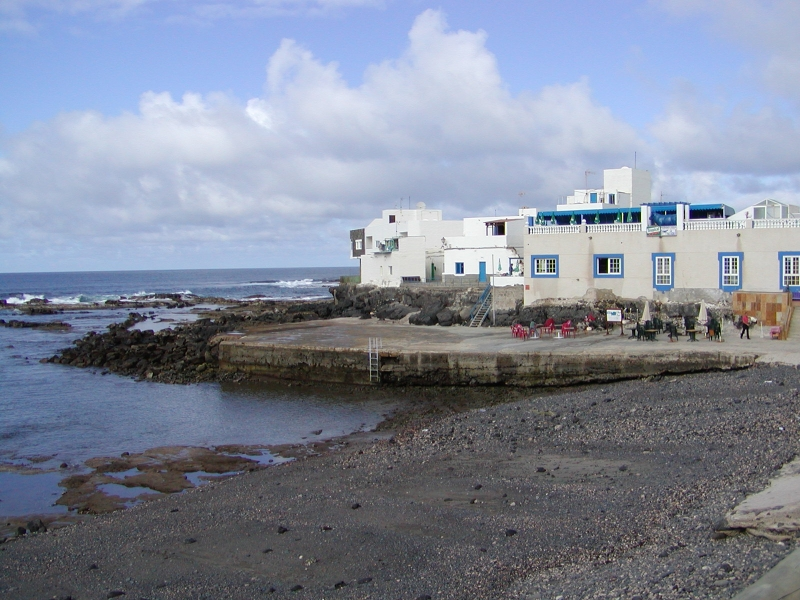
Der alte Hafen im Ortskern von El Cotillo

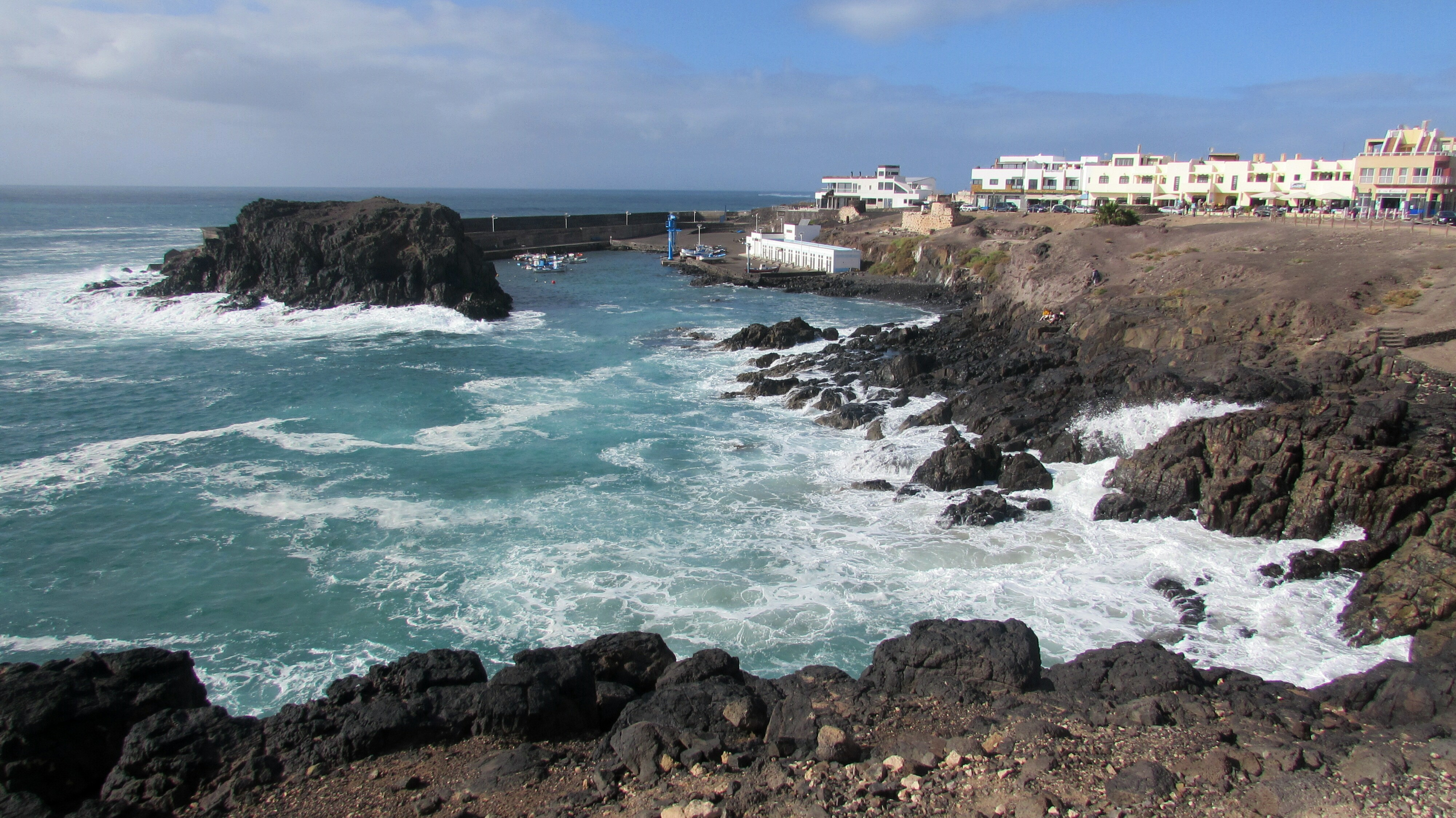
Blick auf El Cotillo mit Atlantik

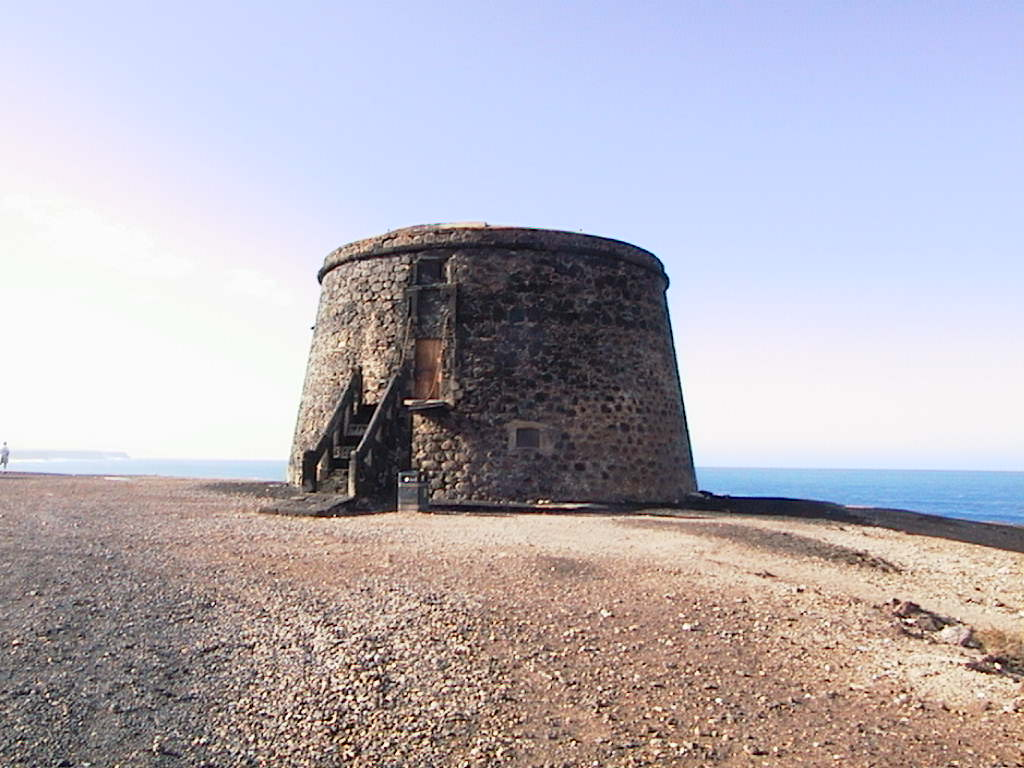
Torre del Tostón

El Cotillo ist ein Ort in La Oliva, der nördlichsten Gemeinde der zu Spanien gehörenden Kanarischen Insel Fuerteventura. El Cotillo hat 1457 Einwohner (2017) und liegt etwa 25 Kilometer nordwestlich der Inselhauptstadt Puerto del Rosario.

## Geschichte
Im 17. Jahrhundert wurde El Cotillo Puerte del Toston genannt. Zunächst war El Cotillo ein bedeutender Hafen für den Handel auf den Kanarischen Inseln. Aufgrund von Riffen im Bereich der Hafeneinfahrt verlagerte sich der Handel jedoch zunehmend auf andere Häfen, die Nutzung als Fischereihafen blieb jedoch. Zum Schutz des Hafens vor Piraten wurde im Jahre 1743 am Südrand des Ortes auf einer Klippe der Wehrturm Torre del Tostón errichtet. Im 20. Jahrhundert wurde etwas südlich des alten Hafens ein neuer angelegt.

## Region
Etwa vier Kilometer nördlich des Ortes, an der Punta de Toston o de la Ballena genannten Nordwestecke von Fuerteventura, befindet sich der Leuchtturm Faro de Tostón. Unterhalb der Klippe des Castillo de Roque erstreckt sich ein etwa ein Kilometer langer Sandstrand. Neun Kilometer östlich des Ortes überragt der mit einem befestigten Wanderweg erschlossene Vulkan Calderón Hondo die nordöstlich von El Cotillo gelegene wüstenartige Landschaft.

## Tourismus
El Cotillo wird hauptsächlich von Surfern besucht, da sich dort einige Wellenreit- sowie Kitesurfschulen befinden. Der Strand von Cotillo ist für Surfanfänger geeignet. Des Weiteren bietet Cotillo ein Riff mit Wellen für Fortgeschrittene und hat direkten Anschluss zu der sogenannten „North Shore“, wo man zahlreiche Surfspots findet. In El Cotillo gibt es zudem einige Restaurants.

### Sehenswürdigkeiten

#### Die Leuchttürme

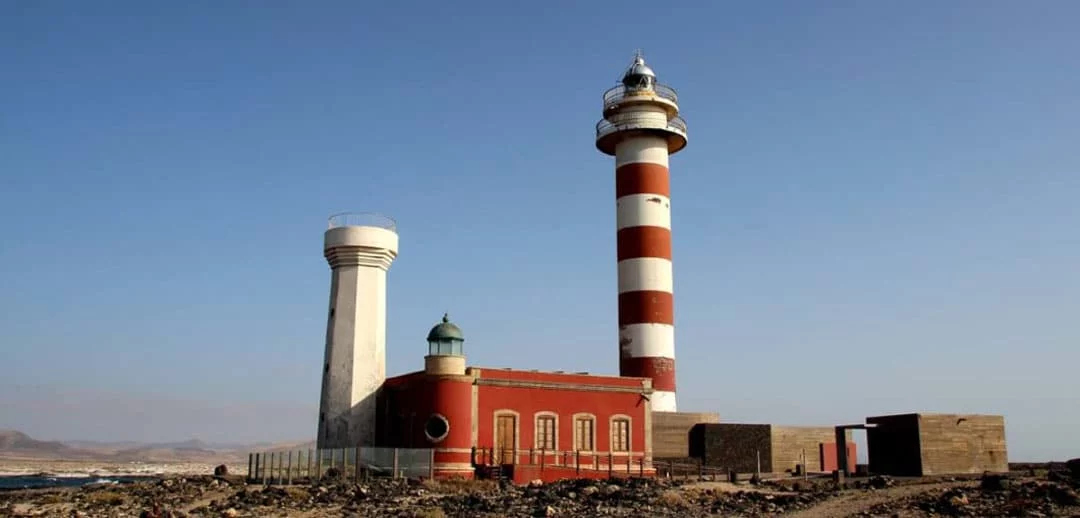
Leuchttürme von El Cotillo

Die drei Leuchttürme unterschiedlicher Baujahre, befinden sich am selben Platz, an der „Punta Ballena“. Der erste Leuchtturm, 11 Meter über dem Meeresniveau (sechs Meter über der Erde), ist von 1897. An das Gebäude, in dem der Leuchtturmwärter wohnt, ist rechteckig der Turm an die Ecke des Geländes gesetzt, was sonst bei keinem anderen Turm vorkommt. Durch die geringe Leuchtfeuerhöhe gab es bei schwerem Wetter Sichtprobleme und man baute 1963 einen höheren, achteckigen Turm von 13,5 Metern an die Rückseite des Wohngebäudes. 1986 wurde dann der 37 Meter hohe, runde, moderne Leuchtturm in Betrieb genommen. Die Leuchtfeuer dieses Turms werden durch gespeicherte Solarenergie erzeugt.

#### Der „Tostón“ (Wehrturm)
Im Jahre 1587 schickte der damalige König Filipe II Leonardo Torriani auf die Kanaren, um einen Ring von Verteidigungsanlagen zu planen. Die vorgelagerten Felsklippen machten den Hafen El Tostón für Ortsunkundige zwar schwer zugänglich, aber nach verschiedenen Landungsversuchen und Überfällen der englischen Korsaren um 1740 herum wurde auch hier, wie in Costa Caleta (Caleta de Fustes), eine Festung errichtet, und zwar durch den damaligen Militärkommandanten der kanarischen Inseln, Andreas Bonito de Pignatelly. In diesem Kastell in der Nähe des neuen Hafens vom heutigen El Cotillo finden Ausstellungen statt, die täglich, außer sonntags, geöffnet sind.

#### Strände
Fuerteventura wird aufgrund seiner feinen Sandstrände und des türkisfarbenen Wassers oft als „Karibik der Kanaren“ bezeichnet.

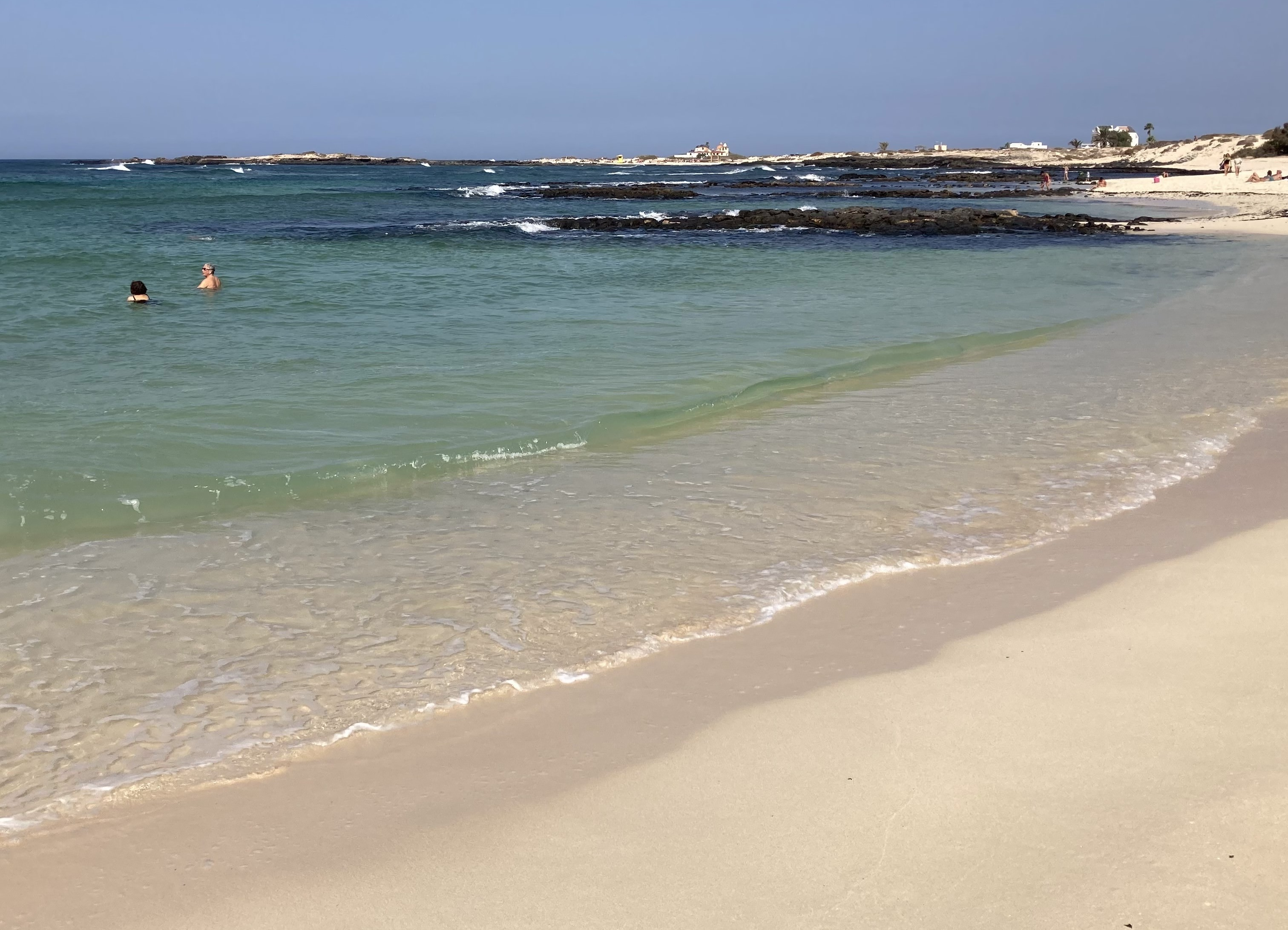
Strand La Concha

Die Strände Playa Marfolín und Playa La Concha liegen in der Nähe der Urbanización Los Lagos, einer ruhigen Wohnanlage unweit des Ortskerns. Der Playa Marfolín erstreckt sich vor der Lagune und ist von Apartmentanlagen wie dem „Balcón de Cotillo“ sowie den Hotels „Los Lagos“ und „Sunset“ umgeben. Wenige Meter südlich liegt der Playa La Concha, ein Sandstrand mit vorgelagertem Riff, der auch seit 2010 jährlich mit der Blauen Flagge für seine Wasserqualität und Infrastruktur ausgezeichnet wird.
Beide Strände sind aufgrund ihres ruhigen Wassers besonders für Familien mit Kindern, Schwimmer und Schnorchler geeignet.
Südlich des Ortszentrums erstreckt sich der Piedra Playa, der für seine starken Wellen und Strömungen bekannt ist. Der Strand ist etwa zehn Gehminuten vom Ortskern entfernt und ein beliebtes Ziel für Surfer und Bodyboarder.
Entlang der Küste bis zum Leuchtturm von El Cotillo befinden sich zudem mehrere kleinere Sandbuchten.

## Persönlichkeiten
- Giovanni Pérez Rodríguez (* 1984), Fußballspieler